# Veljko Bakašun
Veljko Bakašun (Spalato, 14 giugno 1920 – Curzola, 17 luglio 2007) è stato un pallanuotista jugoslavo, vincitore di una medaglia d'argento all'olimpiade di Helsinki 1952.

## Palmarès

### Club

#### Trofei nazionali
- Campionato jugoslavo: 5

Jadran Spalato: 1946, 1947, 1948, 1954, 1957